# Чапараль

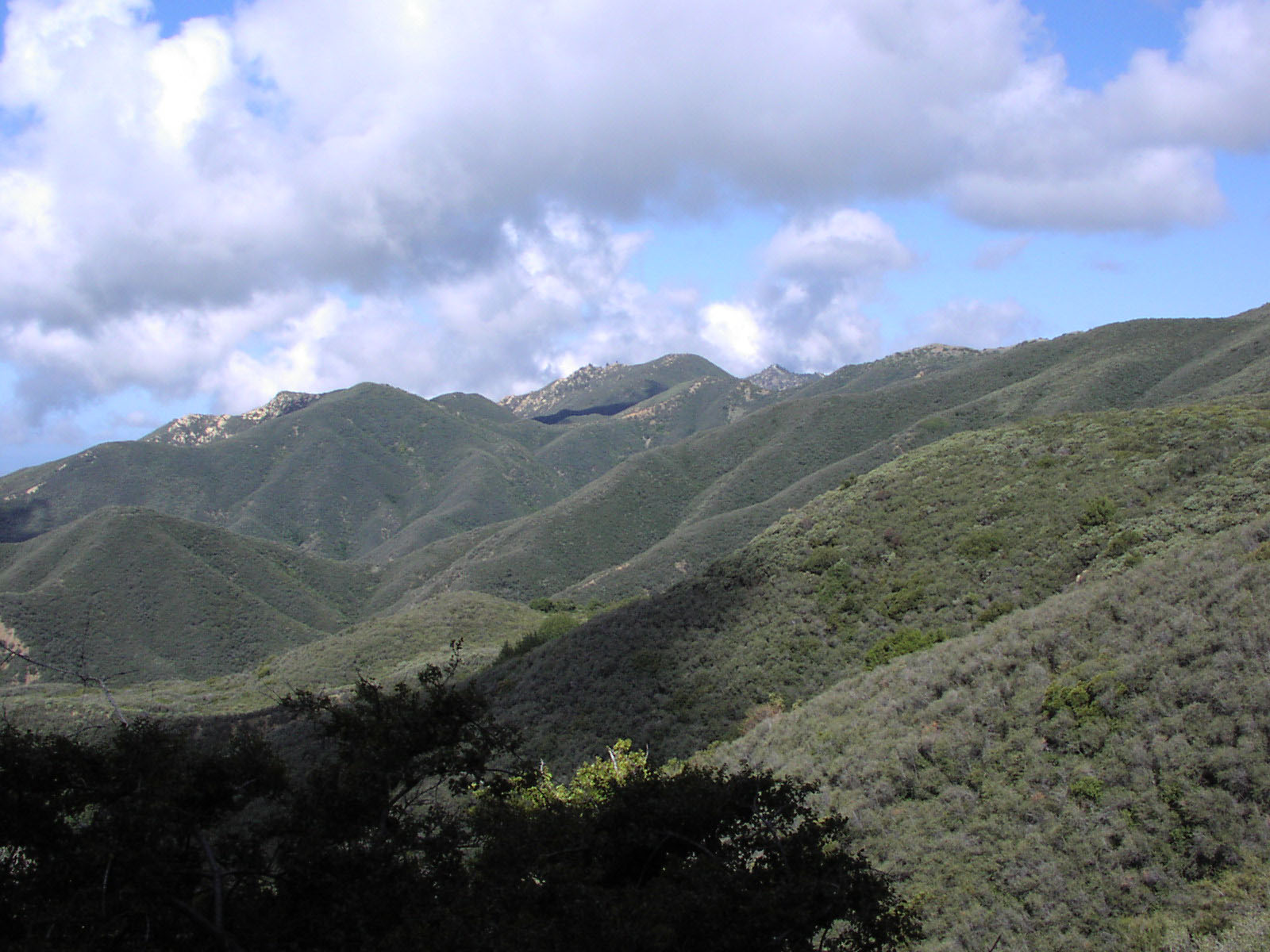
Чапарель в горах Санта-Інес, біля м. Санта-Барбара, Каліфорнія, США

Чапаре́ль, чапара́ль (ісп. chaparral, англ. chapparal) — рослинне угрупування колючих чагарників, поширене перш за все в Каліфорнії, США, яке характеризується середземноморським кліматом (м'які, вологі зими і теплі сухі літа) і відповідною флорою та фауною.
Схильна до алелопатії. 
Подібні рослинні угрупування також знайдені в п'яти інших регіонах з середземноморським кліматом у всьому світі, зокрема у басейні Середземного моря (де воно відомо як маквіс, maquis), центральному Чилі (чилійський маторраль), Південній Африці (відомо як фінбош, fynbos), і Австралії (Західний і Південній).
Слово «чапарель» походить з іспанської мови, від слова chaparro, яке означає невеликий і карликовий вічнозелений дуб, а це слово походить від баскійського слова txapar, з тим же значенням.

## Рослинність
У складі чапаралю — вічнозелені рунисті дуби; дуже характерно рослина з розоцвітих аденостома, яка утворює чисті природні насадження. У мексиканських чапаралях багато мімозових і цезальпінієвих. Чапаралі страждають від пожеж, після яких легко відновлюються. Поблизу верхньої межі чапаралю збільшується частка листопадних видів дуба, ірги, церсису.

## Тваринне населення
У дощовий сезон в чапаралі живуть чорнохвостий олень і багато птахів; з настанням жаркого сухого літа відкочовує на північ або в гірські райони. Хребетні, які постійно мешкають у чапаралі, невеликі і мають тьмяне забарвлення, що гармонує з низькорослим лісом. Характерні дрібний каліфорнійський кролик, деревні щури, бурундуки, ящірки, дрібні горобині і тауї. До кінця вегетаційного сезону щільність популяцій птахів, що гніздяться, і комах буває досить високою; наприкінці сезону зростання, коли висихає рослинність, чисельність популяцій зменшується.

## Ресурси Інтернету
- Вікісховище має мультимедійні дані за темою: Чапараль
- The California Chaparral Institute website [Архівовано 4 березня 2016 у Wayback Machine.]
- [Архівовано 2 листопада 2013 у Wayback Machine.] Біоми Землі — Чапараль та жорстколистні ліси